# Day6
DAY6 (hangul: 데이식스) – południowokoreański zespół rockowy utworzony przez JYP Entertainment. Zespół składa się z 4 członków: Sungjin, Young K, Wonpil i Dowoon. Zadebiutowali 7 września 2015 roku, wydając minialbum The Day.

## Historia

### Przed debiutem
W 2010 Young K występował pod imieniem Brian Kang w trzyosobowej grupie Third Degree działającej w Toronto. Wraz z pozostałymi członkami (Terry He i Don Lee) występowali na lokalnych scenach oraz nagrywali liczne covery zamieszczone na witrynie YouTube. Young K i Don Lee zostali przesłuchani przez JYP Entertainment. Obydwoje zostali zaakceptowani, jednak Don Lee zrezygnował ze stażu, aby skupić się na studiach stomatologicznych.
W 2012 Jae wziął udział w pierwszym sezonie SBS K-pop Star. Rywalizację zakończył na miejscu 6., a po programie podpisał kontrakt z JYP Entertainment.

### 2014–2016: Formacja i debiut
Początkowo JYP Entertainment ogłosiło debiut pięcioosobowego zespołu o nazwie 5LIVE, w którego skład wchodzili: Sungjin, Jae, Young K, Junhyeok i Wonpil. Zespół rozpoczął promocję w 2014 roku pojawiając się w czwartym odcinku programu survivalowego WIN: Who Is Next Mnetu i wydając piosenkę „Lovely Girl” do serialu Yeppeun namja. W połowie 2015 roku do składu grupy dołączył perkusista Dowoon, a zespół został przemianowany na DAY6.
DAY6 wydali debiutancki minialbum The Day, z głównym singlem „Congratulations” 7 września 2015 roku.
27 lutego 2016 roku JYP Entertainment oświadczyło, że Junhyeok opuścił zespół i anulował kontrakt z powodów osobistych. Day6 kontynuowali promocje jako pięcioosobowa grupa, wydając 30 marca 2016 roku kolejny minialbum Daydream z głównym singlem „Letting Go” (kor. 놓아 놓아 놓아). Dzień później oficjalnie zadebiutowali w programie muzycznym M Countdown, po sześciu miesiącach od ich debiutu.

### 2017: ProjektEvery DAY6
W 2017 roku Day6 ogłosiło roczny projekt Every DAY6. Od stycznia do grudnia, każdego 6. dnia miesiąca, grupa wydawała dwie piosenki.
Pierwszy cyfrowy singel Every DAY6 January, zawierający główną piosenkę „I Wait” (kor. 아 왜 (I Wait)) oraz utwór „Goodbye Winter” (kor. 겨울이 간다) ukazał się 6 stycznia. Lutowy singel zawierał główny utwór „You Were Beautiful” (kor. 예뻤어) oraz „My Day”. Na singlu z marca znalazły się „How Can I Say” (kor. 어떻게 말해) i „I Would” (kor. 그럴 텐데). W celu promocji głównej piosenki 9 marca wystąpili w programie M Countdown. W kolejnym miesiącu wydali singiel składający się z piosenek „I'm Serious” (kor. 장난 아닌데) i „Say Wow”. Tego samego dnia wystąpili w programie M Countdown. Ich piąty singel został wydany 8 maja, z głównym utworem „Dance Dance” i „Man in a Movie”.
W czerwcu zespół wydał swój pierwszy pełny album, pt. Sunrise. Zawierał 14 utworów, w tym piosenki wydane od stycznia do maja oraz główny singel „I Smile” (kor. 반드시 웃는다). Tego samego dnia zespół ogłosił również oficjalną nazwę swojego fanklubu – „My Day”.
Ich lipcowy singel składał się z głównej piosenki „Hi Hello” i „Be Lazy”. 7 sierpnia wydali singel z utworami „What Can I Do” (kor. 좋은걸 뭐 어떡해) i „Whatever!” (kor. 놀래!). Wrześniowe wydawnictwo zawierało utwory „I Loved You” i „I'll Remember” (kor. 남겨둘게). Every DAY6 October pierwotnie miał zostać wydany 10 października, ostatecznie ukazał się 29 września. Zawierał piosenki „When You Love Someone” (kor. 그렇더라고요) i „I Need Somebody” (누군가 필요해).
Trasa Day6 Live & Meet in North America 2017 po Ameryce Północnej rozpoczęła się 20 października w Los Angeles, 22 października w Austin, 24 października w Nowym Jorku, 27 października w Detroit, a zakończyła w Toronto 29 października.
Ich listopadowy singel zawierał piosenki „All Alone” (kor. 혼자야) i „Pouring” (kor. 쏟아진다). 6 grudnia ukazało się ostatnie wydawnictwo projektu Every DAY6 – drugi album studyjny Moonrise. Płyta zawierała 18 utworów, w tym piosenki wydane od lipca do listopada oraz główny utwór „I Like You” (kor. 좋아합니다).

### 2018: Debiut w Japonii, seriaYouthi pierwsza światowa trasa
Day6 zadebiutowali w Japonii 14 marca z singlem If ~Mata aeta~ (jap. If ～また逢えたら～). Piosenka została wykorzystana w TV dramie Repeat ~Unmei o kaeru 10-kagetsu~ (jap. リピート～運命を変える10か月～). Teledysk do tytułowej piosenki został wydany 5 lutego w serwisie YouTube.
Finałowe koncerty Every Day6 – The Best Moments odbyły się 3 i 4 marca w Olympic Hall. W kwietniu Day6 zapowiedzieli swój pierwszy japoński koncert,  Day6 1st Live in Japan „The Best Day”, na 13 czerwca. Odbył się w Tsutaya O-East w Tokio.
W czerwcu Day6 wydali japoński album greatest hits, na którym znalazły się wcześniej wydane koreańskie single oraz trzy nowe utwory: "Congratulations" (wer. ang.), "I Wait" (wer. jap.)
oraz "You Were Beautiful" (wer. ang.). 25 lipca wydali drugi japoński singel, pt. Stop the Rain. Tytułowy utwór został wyprodukowany przez gitarzystę Shin’ichiego Ubukatę (członka zespołów Ellegarden oraz Nothing's Carved In Stone). 26 czerwca ukazał się trzeci koreański minialbum Shoot Me: Youth Part 1, który zawierał siedem utworów, z głównym singlem zatytułowanym „Shoot Me”. Druga część, pt. Remember Us: Youth Part 2, została wydana 10 grudnia z głównym utworem „Days Gone By” (kor. 행복했던 날들이었다). 17 października, pomiędzy premierą obu płyt, ukazał się ich pierwszy japoński album studyjny UNLOCK.
Pierwsza światowa trasa koncertowa, zatytułowana Youth, trwała  od 22 czerwca 2018 roku do 29 stycznia 2019 roku; zespół wystąpił w 24 miastach w Azji, Australii, Ameryce Północnej i Europie.

### Od 2019: SeriaThe Book of Us, druga światowa trasa i powstanie pierwszej podgrupy
15 lipca 2019 roku Day6 wydali swój piąty minialbum The Book of Us: Gravity. Główny singel z płyty, „For Me”, 24 lipca przyniósł im pierwsze zwycięstwo w programie muzycznym. 9 sierpnia wyruszyli w drugą światową trasę koncertową – Day6 World Tour: Gravity. Trasa składała się z 31 przystanków i zakończyła w styczniu 2020 roku.
22 października wydali trzeci koreański album studyjny – The Book of Us: Entropy. 4 grudnia ukazała się druga japońska kompilacja zespołu – THE BEST DAY2.
27 kwietnia 2020 roku JYP Entertainment ogłosiło, że Day6 w maju wydadzą nowy minialbum. The Book of Us: The Demon ukazał się 11 maja. Dzień przed planowanym wydaniem albumu, JYP Entertainment zapowiedziało przerwę w aktywności zespołu. Główny singel „Zombie” zadebiutował na 8. miejscu listy przebojów Melon w czasie rzeczywistym, ostatecznie zajmując 4. pozycję. Zajął również pierwsze miejsce w serwisach Bugs i Genie.
W sierpniu JYP Entertainment ogłosiło utworzenie pierwszej podgrupy zespołu – Even of Day, składającej się z Young K'a, Wonpila i Dowoona. Ich pierwszy minialbum, The Book of Us: Gluon, ukazał się 31 sierpnia, wraz z teledyskiem do głównego singla „Where the Sea Sleeps”.
Even of Day wzięli udział w pierwszym segmencie internetowego programu muzycznego Secret Atelier (kor. 비밀:리에), w którym wykonali utwór „So, This Is Love” (kor. ), wydany 15 stycznia 2021 roku. 24 stycznia Even of Day dali swój pierwszy koncert online, Online Party Night: The Arcane Salon.
26 lutego wytwórnia zapowiedziała comeback zespołu na kwiecień 2021 roku. 8 marca Sungjin ogłosił podczas transmisji na V Live, że przygotowuje się do rozpoczęcia obowiązkowej służby wojskowej, mając już kompletne nagrania do nadchodzącego albumu. Siódmy minialbum pt. The Book of Us: Negentropy – Chaos swallowed up in love i główny singel „You Make Me” ukazały się 19 kwietnia.
31 grudnia 2021 roku zespół opuścił Jae. Wcześniej poinformował o przerwie w aktywnościach z zespołem.

## Członkowie
| Pseudonim   | Pseudonim | Prawdziwe imię  | Prawdziwe imię | Data urodzenia        | Pozycja                                |
| Romanizacja | Hangul    | Romanizacja     | Hangul         | Data urodzenia        | Pozycja                                |
| ----------- | --------- | --------------- | -------------- | --------------------- | -------------------------------------- |
| Sungjin     | 성진      | Park Sung-jin   | 박성진         | 16 stycznia 1993(dts) | lider, wokalista, gitarzysta rytmiczny |
| Young K     | 영케이    | Kang Young-hyun | 강영현         | 19 grudnia 1993(dts)  | wokalista, raper, basista              |
| Wonpil      | 원필      | Kim Won-pil     | 김원필         | 28 kwietnia 1994(dts) | wokalista, keyboard i syntezator       |
| Dowoon      | 도운      | Yoon Do-woon    | 윤도운         | 25 sierpnia 1995(dts) | perkusista                             |

### Byli członkowie
| Pseudonim   | Pseudonim | Prawdziwe imię | Prawdziwe imię | Data urodzenia        | Pozycja                             |
| Romanizacja | Hangul    | Romanizacja    | Hangul         | Data urodzenia        | Pozycja                             |
| ----------- | --------- | -------------- | -------------- | --------------------- | ----------------------------------- |
| Junhyeok    | 준혁      | Im Jun-hyeok   | 임준혁         | 17 lipca 1993(dts)    | wokalista, keyboard                 |
| Jae         | 제        | Park Jae-hyung | 박제형         | 15 września 1992(dts) | wokalista, raper, główny gitarzysta |

## Dyskografia
| Albumy studyjne - Sunrise (2017) - Moonrise (2017) - The Book of Us: Entropy (2019) Minialbumy - The Day (2015) - Daydream (2016) - Shoot Me: Youth Part 1 (2018) - Remember Us: Youth Part 2 (2018) - The Book of Us: Gravity (2019) - The Book of Us: The Demon (2020) - The Book of Us: Negentropy – Chaos swallowed up in love (2021) Single - „Congratulations” (2015) - „Letting Go” (kor. 놓아 놓아 놓아) (2016) - „I Wait” (kor. 아 왜) (2017) - „You Were Beautiful” (kor. 예뻤어) (2017) - „How Can I Say” (kor. 어떻게 말해) (2017) - „I'm Serious” (kor. 장난 아닌데) (2017) - „Dance Dance” (2017) - „I Smile” (kor. 반드시 웃는다) (2017) - „Hi Hello” (2017) - „What Can I Do?” (kor. 좋은걸 뭐 어떡해) (2017) - „I Loved You” (2017) - „When you love someone” (kor. 그렇더라고요) (2017) - „Shoot Me” (2018) - „Beautiful Feeling” (2018) - „Days Gone By” (2018) - „Breaking Down” (2018) - „Chocolate” (2018) - „Finale” (2019) - „Time of Our Life” (2019) - „Finale” (2019) - „Sweet Chaos” (2019) - „Zombie” (2020) - „You Make Me” (2021) | Albumy studyjne - UNLOCK (2018) Kompilacje - THE BEST DAY (2018) - THE BEST DAY2 (2019) Single - „If ~Mata aetara~” (jap. If ～また逢えたら～) (2018) - „Stop The Rain” (2018) |